# Ежен Сю
Еж́ен Сю (фр. Marie Joseph Eugène Sue, нар. 26 січня 1804 — пом. 4 серпня 1857) — французький письменник.
Відомий передусім завдяки соціальним романам-фейлетонам: «Паризькі таємниці» (1842—1843) і «Вічний Жид» (1844—1845). Разом з Густавом Емаром і Полем Февалем — популярний представник французької масової літератури XIX століття.

## Життєпис
Ежен Сю був сином лікаря й наполеонівського гвардійця Жана-Жозефа Сю. Його похресною була перша дружина Наполеона Жозефіна. Юність у майбутнього письменника була буйна. Щоб спрямувати його на шлях істинний батько відправив хлопця спочатку в Іспанський похід 1823 року, потім у Грецію, ще пізніше на Антили. Коли Ежену виповнилося 26 він успадкував батькове майно і прогуляв його за сім років.
Коли гроші закінчилися, Ежен почав писати. Перо в нього було легке, і написав він дуже багато: сім романів про подорожі та морські експедиції, одинадцять моралістських романів, десять романів історичних, ще п'ятнадцять романів соціальних, дві збірки оповідань, вісім політичних статей, 28 театральних творів та ще шість праць на різні теми.
Роман «Паризькі таємниці», який видавався в 1842—1843 роках у вигляді фейлетонів, здобув надзвичайно велику популярність. Теофіль Готьє писав, що люди відмовляються помирати, аби лише довідатися, чим він закінчиться.
Внаслідок своєї популярності Сю був обраний депутатом від департаменту Сена. Він перейнявся соціалістичними ідеями, і після перевороту 1851 року йому довелося втікати у вигнання. Він знайшов притулок у Савойському королівстві. Там, у Ансі він жив до своєї смерті у 1857 році. Сю писав роман «Таємниці народу», але видати його заважала цензура. 60 тис. примірників було вилучено перед самою смертю письменника, що завдало йому нищівного удару.

## Значення творчості
Незважаючи на велику популярність за життя, у наш час про Сю майже забули на фоні інших значних представників тогочасної французької літератури. Однак, він був одним із авторів, які започаткували популярну літературу, аналог сучасних серіалів. В цьому форматі, фейлетонами, частинами, розділ за розділом, видавалися також інші письменники 40-их років XIX століття: Александр Дюма (батько), Чарлз Діккенс тощо.